# Marguerite de Dampierre
Ne doit pas être confondu avec Marguerite de Tervueren, Marguerite de Brabant (1276-1311) ou Marguerite III de Flandre.
Marguerite de Dampierre ou de Flandre (° 1251 † 3 juillet 1285) est la fille de Gui de Dampierre, marquis de Namur et comte de Flandre, et de sa première épouse Mahaut de Béthune.
En 1273, elle épouse Jean Ier, duc de Brabant († 1294), dont c'est le second mariage. Ils ont 4 enfants :
- Godefroy (1273 † ap.1283) ;
- Jean II (1275 † 1312), duc de Brabant et de Limbourg ;
- Marguerite (1276 † 1311), mariée en 1292 à Henri VII de Luxembourg (1274 † 1313), empereur germanique ;
- Marie (c.1278 † c.1340), mariée à Amédée V († 1323), comte de Savoie[1].